# Geraja Ayam
Geraja Ayam er en romersk katolsk kirke eller bedehus i nærheden af landsbyen Gombong på Java. Kirken er konstrueret i form af en due, men er opført på en sådan vis, at mange snarere får associationer til en høne, hvorfor kirken i folkemunde har fået navnet kyllinge-kirken. Kirken blev opført i 1990'erne af Daniel Alamsjah, efter at Gud i 1989 viste sig for ham i en drøm og inspirerede ham til at bygge kirken. Grundet finansielle vanskeligheder og lokal modstand mod byggeriet er kirken aldrig blevet færdiggjort; byggeriet blev officielt indstillet i 2000, og er efterhånden gået i forfald. Dette til trods er stedet ganske godt besøgt, både af turister og ægtepar, der tager bryllupsbilleder eller søger vielse i kirken. Ud over at tjene religiøse formål har bygningen også været brugt til rehabiliteringscenter for handicappede børn eller narkomaner, samt som galeanstalt. Efter flere film har skildret kirken over det seneste årti har stedet oplevet en vis berømmelse, og er nu et godt besøgt turistmål.
Dokumentarfilmen Into the Inferno fra 2016 bruger tid på kirken. I filmen spekuleres der i, at kirken har en forbindelse til den lokale vulkan, da den er bygget med duens hoved pegende præcist i retning af vulkanen.